# Laura Oprea
Laura Oprea (ur. 19 lutego 1994) – rumuńska wioślarka. Brązowa medalistka olimpijska z Rio de Janeiro.
Zawody w 2016 były jej pierwszymi igrzyskami olimpijskimi. Trzecie miejsce zajęła w ósemce. Wspólnie z nią płynęły Ioana Craciun, Mădălina Bereș, Daniela Druncea, Adelina Cojocariu, Roxana Cogianu, Iuliana Popa, Andreea Boghian i Mihaela Petrilă. Była złotą medalistką mistrzostw świata w 2017 w ósemce, a także mistrzostw Europy w 2017. W tych samym roku została mistrzynią Europy również w dwójce bez sternika. Zdobyła srebro tej imprezy w 2014 oraz brąz w 2015 i 2016, za każdym razem w dwójce bez sternika.